# ميناء سقطرى
 ميناء سقطرى ميناء يمني يقع في محافظة أرخبيل سقطرى، ويتبع مؤسسة موانئ البحر العربي اليمنية.